# ENPPI SC
ENPPI Sporting Club (Engineering for the Petroleum and Process Industries Sporting Club), abgekürzt ENPPI, ist ein ägyptischer Fußballverein mit Sitz in Kairo, der in der ägyptischen Premier League spielt. Der Verein gehört dem ägyptischen Petroleumunternehmen ENPPI.

## Geschichte
Der Verein wurde am 22. September 1985 gegründet. Der größte Erfolg der Vereinsgeschichte war das Erreichen des Halbfinales im CAF Confederation Cup 2009 und der zweimalige Gewinn des Ägyptischen Pokals 2005 und 2011.

## Erfolge
National
- Egyptian Premier League
  - Vizemeister: 2005
- Ägyptischer Pokal (2)
  - Sieger: 2005, 2011
  - Finalist: 2008, 2009
- Ägyptischer Fußball-Supercup
  - Finalist: 2005, 2006

International
- Arabische Champions League
  - Finalist: 2006
- CAF Confederation Cup 2009
  - Halbfinalist: 2009

## Bekannte Trainer
- Rainer Zobel (2006–2007)[2]
- Michael Krüger (Fußballtrainer) (2014–2015)
- Hany Ramzy (2015–2016)